# Aaron Younger
Aaron Younger (ur. 25 września 1991 w Perth) – australijski piłkarz wodny grający na pozycji środkowego obrońcy, reprezentant Australii, trzykrotny olimpijczyk (Londyn 2012, Rio de Janeiro 2016, Tokio 2020).

## Życie prywatne
Piłkę wodną rozpoczął trenować w wieku 10 lat. Ukończył Curtin University of Technology (licencjat z handlu) oraz Uniwersytet Nowej Południowej Walii (MBA). Jest żonaty, ma syna.
W 2016 został wybrany do Komisji Sportowców przy Australijskim Związku Piłki Wodnej.

## Kariera reprezentacyjna
Od 2011 reprezentuje Australię na zawodach międzynarodowych. Z reprezentacją uzyskał następujące wyniki:
| Rok  | Impreza                            | Miejsce        | Pozycja    |      |                                    |          |            |
| ---- | ---------------------------------- | -------------- | ---------- | ---- | ---------------------------------- | -------- | ---------- |
| Rok  | Impreza                            | Miejsce        | Pozycja    | 2011 | Mistrzostwa Świata w Pływaniu 2011 | Szanghaj | 9. miejsce |
| 2012 | Letnie Igrzyska Olimpijskie 2012   | Londyn         | 7. miejsce |      |                                    |          |            |
| 2013 | Mistrzostwa Świata w Pływaniu 2013 | Barcelona      | 8. miejsce |      |                                    |          |            |
| 2015 | Mistrzostwa Świata w Pływaniu 2015 | Kazań          | 8. miejsce |      |                                    |          |            |
| 2016 | Letnie Igrzyska Olimpijskie 2016   | Rio de Janeiro | 9. miejsce |      |                                    |          |            |
| 2017 | Mistrzostwa Świata w Pływaniu 2017 | Budapeszt      | 7. miejsce |      |                                    |          |            |
| 2019 | Mistrzostwa Świata w Pływaniu 2019 | Gwangju        | 6. miejsce |      |                                    |          |            |
| 2021 | Letnie Igrzyska Olimpijskie 2020   | Tokio          | 9. miejsce |      |                                    |          |            |

## Kariera klubowa
W 2010 został zawodnikiem węgierskiego klubu Szegedi VE. W latach 2013–2015 występował w ligach chorwackiej i australijskiej, by następnie powrócić na Węgry do klubu Szolnoki Vízilabda SC. W 2018 pozostając w lidze węgierskiej przeniósł się do Ferencvárosi TC. Od 2020 gra we włoskim Pro Recco.